# Pattinaggio di velocità agli VIII Giochi asiatici invernali
Le competizioni di pattinaggio di velocità agli VIII Giochi asiatici invernali si sono svolte dal 20 al 23 febbraio 2017 al Meiji Hokkaido-Tokachi Oval di Sapporo, in Giappone.

## Podi

### Uomini
| Evento                            | Oro            | Argento          | Bronzo            |
| 500m (dettagli)                   | Gao Tingyu     | Tsubasa Hasegawa | Cha Min-kyu       |
| 1000m (dettagli)                  | Takuro Oda     | Denis Kuzin      | Shunsuke Nakamura |
| 1500m (dettagli)                  | Kim Min-seok   | Takuro Oda       | Taro Kondo        |
| 5000m (dettagli)                  | Lee Seung-hoon | Ryosuke Tsuchiya | Seitaro Ichinohe  |
| 10000m (dettagli)                 | Lee Seung-hoon | Ryosuke Tsuchiya | Seitaro Ichinohe  |
| Mass start (dettagli)             | Lee Seung-hoon | Shane Williamson | Kim Min-seok      |
| Inseguimento a squadre (dettagli) | Corea del Sud  | Giappone         | Kazakistan        |

### Donne
| Evento                            | Oro         | Argento         | Bronzo      |
| 500m (dettagli)                   | Nao Kodaira | Lee Sang-hwa    | Arisa Go    |
| 1000m (dettagli)                  | Nao Kodaira | Miho Takagi     | Zhang Hong  |
| 1500m (dettagli)                  | Miho Takagi | Misaki Oshigiri | Zhang Hong  |
| 3000m (dettagli)                  | Miho Takagi | Kim Bo-reum     | Ayano Sato  |
| 5000m (dettagli)                  | Kim Bo-reum | Han Mei         | Mai Kiyama  |
| Mass start (dettagli)             | Miho Takagi | Ayano Sato      | Kim Bo-reum |
| Inseguimento a squadre (dettagli) | Giappone    | Corea del Sud   | Cina        |

## Medagliere
| Posiz. | Nazione       | Oro | Argento | Bronzo | Totale |
| ------ | ------------- | --- | ------- | ------ | ------ |
| 1      | Giappone      | 7   | 9       | 7      | 23     |
| 2      | Corea del Sud | 6   | 3       | 3      | 12     |
| 2      | Cina          | 1   | 1       | 3      | 5      |
| 2      | Kazakistan    | 0   | 1       | 1      | 2      |
| Totale | Totale        | 14  | 14      | 14     | 42     |